# Elba Mania
Elba Mania fue una actriz de reparto de teatro y televisión argentina.

## Carrera
Elba Mania, hija del primer actor argentino Domingo Mania, se crio desde muy chica en el ambiente artístico y se formó actoralmente en el teatro porteño. Su esposo fue el actor y director de teleteatros Luis Alberto Negro.
En televisión integró el ciclo Biografía de grandes artistas en 1952, junto con otros artistas como Jaime Walfish y Mario Pocoví.
En teatro formó parte a fines del '30 una compañía con Eva Duarte, María Esther Podestá, Margarita Corona, Pablo Vicuña, Rosa Cata, Mery Medina, Lissa March y Nelly Anello. En 1950 trabaja en la Compañía de Paquito Busto junto a Gloria Zuazo, Encarnación Fernández, Margarita Burke, Domingo Márquez y Juan Arrieta, entre otros. Posteriormente paso a compañía teatral encabezada por Pedro Tocci.

## Televisión
Como actriz:
- 1952: Biografía de grandes artistas.
- 1953: Recuerdos de Silvia (o Recuerdos de Claudia), con Claudia Fontán, Hugo Chemin, Fina Suárez y Américo Sanjurjo.
- 1954: Joyas del Teatro Breve.
- 1974: El poeta del amor y la muerte.

Como autora:
- 1954: Joyas del Teatro Breve (ep. Viaje a Biarritz, con Enrique Chaico, Aurelia Ferrer y Mariano Vidal Molina.

## Teatro
- La novia perdida (1941)
- Martín Fierro (1949), estrenada en el Teatro de la Rivera Indarte de Córdoba. Con Pedro Tocci, Juan Pérez Bilbao, Silvia Fuentes y María Esther Leguizamón.[3]
- Almafuerte (1949)